# Federação Equatoriana de Futebol

Escudo utilizado até 2020.

A Federación Ecuatoriana de Fútbol é a entidade máxima do futebol no Equador. Foi fundada em 1925 e filiou-se a FIFA em 1926. É responsável pela organização de campeonatos de alcance nacional, como o Campeonato Equatoriano de Futebol. Também administra a Seleção Equatoriana de Futebol e a Seleção Equatoriana de Futebol Feminino.

## História
As Províncias de Guayas e Pichincha foram determinantes no desenvolvimento e consolidação da prática do futebol na República do Equador. O futebol chegou ao país em meados de 1899, quando o guayaquileño Juan Alfredo Wright, que acabara de retornar da Inglaterra, trouxe a primeira bola ao país e incentivou os jovens equatorianos à pratica do futebol, fato este que desataria um inquebrantável vínculo com a cidadania equatoriana.
Em 23 de abril de 1899, nasceu o primeiro clube de futebol equatoriano, o Club Sport Guayaquil, e no mesmo ano, outros dois foram fundados em Guayaquil, o Club Sport Ecuador e a Asociación de Empleados. Em 28 de janeiro do ano seguinte foram registradas as primeiras partidas. Em 1922, as províncias de Guayas e Pichincha começam a organizar campeonatos amadores, até 1950 (Guayas) e 1953 (Pichincha).
Buscando unificar as inúmeras federações amadoras, foi criada em 30 de maio de 1925 a Federación Deportiva Nacional del Ecuador, muito conhecida por sua sigla Fedenador. No ano seguinte, em 1926, a federação, através do Comité Olímpico Ecuatoriano (COEC), organizou sua primeira competição, as Olimpíadas Nacionales na cidade de Riobamba, vencida de forma invicta pela seleção anfitriã de Chimborazo. Nesse mesmo ano, a entidade afiliou-se oficialmente à FIFA (Federação Internacional de Futebol), e no ano seguinte, em 1927, ingressa na CONMEBOL (Confederação Sul-Americana de Futebol).
Na década de 1940, foram disputados os primeiros campeonatos amadores à nível nacional entre seleções provinciais. Na década de 1950, tanto a província de Guayas como a de Pichincha deixaram para trás o amadorismo e começaram a organizar campeonatos provinciais profissionais, respectivamente, em 1951 e 1953. Em 1957, começou a disputa dos campeonatos nacionais de clubes em todo o país, embora tenham sido suspensos nos dois anos seguintes. Retornaram em 1960 e continuam até os dias atuais.
Guayas e Pichinca encerraram suas competições individuais em 1967 e em 30 de junho do mesmo ano, nasceu a Asociación Ecuatoriana de Fútbol. Tempos depois, em 26 de maio de 1978, houve uma reforma nos estatutos da entidade e o nome da instituição foi alterado para Federación Ecuatoriana de Fútbol (em português: Federação Equatoriana de Futebol).

## Títulos

### Seleções
- Seleção Equatoriana: Jogos Panamericanos - medalha de ouro (Rio 2007)

### Clubes
- LDU Quito: Copa Libertadores da América - 2008
- LDU Quito: Copa Sul-Americana - 2009 e 2023
- LDU Quito: Recopa Sul-Americana - 2009 e 2010
- Indepediente del Valle: Copa Sul Américana - 2019 e 2022
- Indepediente del Valle: Recopa Sul-Americana - 2023

## Campanhas de destaque

### Seleções
- Seleção Equatoriana
  - Copa do Mundo: 12º lugar em 2006
  - Copa América: 4º lugar em 1959 e 1993

### Clubes
- Barcelona
  - Copa Libertadores da América: 2º lugar em 1990 e 1998
- LDU Quito
  - Copa Libertadores da América: 3º lugar em 1976